# André Milongo

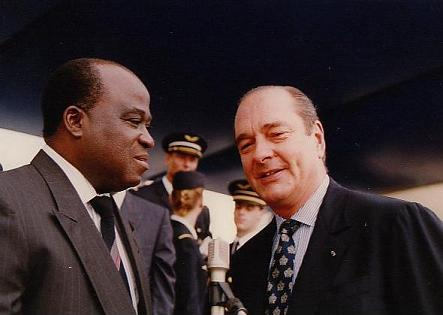
André Milongo

André Ntsatoubantou Milongo (* 20. Oktober 1935 in Mankondi; † 23. Juli 2007 in Paris) war von 1991 bis 1992 Premierminister der Republik Kongo.

## Politische Laufbahn
Milongo stammte aus der heutigen Region Pool der damaligen französischen Kolonie. Nach der Unabhängigkeit des Landes arbeitete er in der Finanzverwaltung. Später war er Berater für Finanz- und Wirtschaftsfragen der Premierminister Lopès und Goma. In den 1980er Jahren wurde er Direktor bei der Weltbank.
In der letzten Phase der Herrschaft des seit 1979 amtierenden Präsidenten Denis Sassou-Nguesso wurde er am 8. Juni 1991 Premierminister einer Übergangsregierung, die das Land zur Demokratie führen sollte. Beim ersten Wahlgang der Präsidentschaftswahlen am 8. August 1992 erreichte er als Kandidat der Partei Union pour la démocratie et la république (UDR) mit 10,18 % der Stimmen den vierten Platz und schied aus. Sieger im zweiten Wahlgang war der ehemalige Premierminister Pascal Lissouba. Milongos Amtszeit als Regierungschef endete am 2. September 1992.
Von 1994 bis 1997 war er Parlamentspräsident. In diesem Jahr wurde Lissouba von dem aus dem Exil zurückgekehrten Sassou-Nguesso nach einem mehrmonatigen Bürgerkrieg gestürzt.
Milongo wollte zunächst bei den Präsidentschaftswahlen vom 10. März 2002 antreten, zog seine Kandidatur aber kurz vor dem Wahlgang wegen angeblich unfairer Bedingungen wie schon zuvor einige der übrigen Kandidaten zurück. Amtsinhaber Sassou-Nguesso siegte mit 89,41 % gegen die eher unbekannten sechs verbliebenen Bewerber. Milongo war weiterhin Präsident der UDR, Parlamentsabgeordneter und eine der führenden Persönlichkeiten der Opposition gegen Sassou-Nguesso.

## Familie und Tod
Milongo war verheiratet und Vater von sieben Kindern. Er starb am frühen Morgen des 23. Juli 2007 im Alter von 71 Jahren in einem Krankenhaus in Paris.